# SA-305
SA-305 es una carretera autonómica que une la localidad de La Fuente de San Esteban en la provincia de Salamanca con el Límite de la Provincia de Zamora.
Pertenece a la Red Complementaria Preferente de la Junta de Castilla y León.
Pasa por las localidades salmantinas de La Fuente de San Esteban, Buenamadre, Pelarrodríguez, Casasola de la Encomienda, Sando y Ledesma.

## Historia
Antiguamente esta carretera estaba dividida en tres tramos con las siguientes denominaciones:
- SA-V-3137 que corresponde con el tramo que va de La Fuente de San Esteban a la carretera CL-517
- SA-V-3037 que corresponde con el tramo que va de la carretera CL-517 a Ledesma
- SA-310 que corresponde con el tramo que va de Ledesma a L. P. Zamora.

## Recorrido

### DeSA-315aCL-517
| La Fuente de San Esteban (Intersección con /) - Doñinos de Ledesma (Intersección con ) | La Fuente de San Esteban (Intersección con /) - Doñinos de Ledesma (Intersección con ) | La Fuente de San Esteban (Intersección con /) - Doñinos de Ledesma (Intersección con ) | La Fuente de San Esteban (Intersección con /) - Doñinos de Ledesma (Intersección con ) | La Fuente de San Esteban (Intersección con /) - Doñinos de Ledesma (Intersección con ) | La Fuente de San Esteban (Intersección con /) - Doñinos de Ledesma (Intersección con ) | La Fuente de San Esteban (Intersección con /) - Doñinos de Ledesma (Intersección con ) | La Fuente de San Esteban (Intersección con /) - Doñinos de Ledesma (Intersección con ) | La Fuente de San Esteban (Intersección con /) - Doñinos de Ledesma (Intersección con ) | La Fuente de San Esteban (Intersección con /) - Doñinos de Ledesma (Intersección con ) | La Fuente de San Esteban (Intersección con /) - Doñinos de Ledesma (Intersección con ) |
| Esquema                                                                                | PK                                                                                     | Sentido L. P. Zamora                                                                   | Sentido L. P. Zamora                                                                   | Sentido L. P. Zamora                                                                   | Sentido L. P. Zamora                                                                   | Sentido La Fuente de San Esteban                                                       | Sentido La Fuente de San Esteban                                                       | Sentido La Fuente de San Esteban                                                       | Sentido La Fuente de San Esteban                                                       | Incidencias                                                                            |
| Esquema                                                                                | PK                                                                                     | Velocidad                                                                              | Elemento                                                                               | Salida                                                                                 | Salida                                                                                 | Salida                                                                                 | Salida                                                                                 | Elemento                                                                               | Velocidad                                                                              | Incidencias                                                                            |
| Esquema                                                                                | PK                                                                                     | Velocidad                                                                              | Elemento                                                                               | Dir.                                                                                   | Nombre                                                                                 | Nombre                                                                                 | Dir.                                                                                   | Elemento                                                                               | Velocidad                                                                              | Incidencias                                                                            |
| -------------------------------------------------------------------------------------- | -------------------------------------------------------------------------------------- | -------------------------------------------------------------------------------------- | -------------------------------------------------------------------------------------- | -------------------------------------------------------------------------------------- | -------------------------------------------------------------------------------------- | -------------------------------------------------------------------------------------- | -------------------------------------------------------------------------------------- | -------------------------------------------------------------------------------------- | -------------------------------------------------------------------------------------- | -------------------------------------------------------------------------------------- |
|                                                                                        | 0,0                                                                                    |                                                                                        |                                                                                        |                                                                                        | Vitigudino                                                                             | Vitigudino                                                                             |                                                                                        |                                                                                        |                                                                                        |                                                                                        |
|                                                                                        | 0,0                                                                                    | Boada Villavieja de Yeltes                                                             |                                                                                        |                                                                                        |                                                                                        |                                                                                        |                                                                                        |                                                                                        |                                                                                        |                                                                                        |
|                                                                                        | 0,0                                                                                    | La Fuente de San Esteban                                                               |                                                                                        |                                                                                        |                                                                                        |                                                                                        |                                                                                        |                                                                                        |                                                                                        |                                                                                        |
|                                                                                        | 0,0                                                                                    | Buenamadre Ledesma                                                                     |                                                                                        |                                                                                        |                                                                                        |                                                                                        |                                                                                        |                                                                                        |                                                                                        |                                                                                        |
|                                                                                        | 5,6                                                                                    |                                                                                        |                                                                                        | BUENAMADRE                                                                             | BUENAMADRE                                                                             | BUENAMADRE                                                                             | BUENAMADRE                                                                             |                                                                                        |                                                                                        |                                                                                        |
|                                                                                        | 5,6                                                                                    |                                                                                        |                                                                                        | Río Tumbafrailes                                                                       | Río Tumbafrailes                                                                       | Río Tumbafrailes                                                                       | Río Tumbafrailes                                                                       |                                                                                        |                                                                                        |                                                                                        |
|                                                                                        | 6,1                                                                                    |                                                                                        |                                                                                        | BUENAMADRE                                                                             | BUENAMADRE                                                                             | BUENAMADRE                                                                             | BUENAMADRE                                                                             |                                                                                        |                                                                                        |                                                                                        |
|                                                                                        | 8,4                                                                                    |                                                                                        |                                                                                        | Aldeávila de Revilla                                                                   | Aldeávila de Revilla                                                                   | Aldeávila de Revilla                                                                   | Aldeávila de Revilla                                                                   |                                                                                        |                                                                                        |                                                                                        |
|                                                                                        | 10,3                                                                                   |                                                                                        |                                                                                        | CM-VI-7 Muñoz                                                                          | CM-VI-7 Muñoz                                                                          | CM-VI-7 Muñoz                                                                          | CM-VI-7 Muñoz                                                                          |                                                                                        |                                                                                        |                                                                                        |
|                                                                                        | 10,4                                                                                   |                                                                                        |                                                                                        | Río Huebra                                                                             | Río Huebra                                                                             | Río Huebra                                                                             | Río Huebra                                                                             |                                                                                        |                                                                                        |                                                                                        |
|                                                                                        | 10,6                                                                                   |                                                                                        |                                                                                        | PELARRODRÍGUEZ                                                                         | PELARRODRÍGUEZ                                                                         | PELARRODRÍGUEZ                                                                         | PELARRODRÍGUEZ                                                                         |                                                                                        |                                                                                        |                                                                                        |
|                                                                                        | 11,0                                                                                   |                                                                                        |                                                                                        | PELARRODRÍGUEZ                                                                         | PELARRODRÍGUEZ                                                                         | PELARRODRÍGUEZ                                                                         | PELARRODRÍGUEZ                                                                         |                                                                                        |                                                                                        |                                                                                        |
|                                                                                        | 13,0                                                                                   |                                                                                        |                                                                                        | CASASOLA DE LA ENCOMIENDA                                                              | CASASOLA DE LA ENCOMIENDA                                                              | CASASOLA DE LA ENCOMIENDA                                                              | CASASOLA DE LA ENCOMIENDA                                                              |                                                                                        |                                                                                        |                                                                                        |
|                                                                                        | 13,2                                                                                   |                                                                                        |                                                                                        | CASASOLA DE LA ENCOMIENDA                                                              | CASASOLA DE LA ENCOMIENDA                                                              | CASASOLA DE LA ENCOMIENDA                                                              | CASASOLA DE LA ENCOMIENDA                                                              |                                                                                        |                                                                                        |                                                                                        |
|                                                                                        | 15,0                                                                                   |                                                                                        |                                                                                        | CP-007 Garcirrey                                                                       | CP-007 Garcirrey                                                                       | CP-007 Garcirrey                                                                       | CP-007 Garcirrey                                                                       |                                                                                        |                                                                                        |                                                                                        |
|                                                                                        | 20,7                                                                                   |                                                                                        |                                                                                        | Iruelo del Camino                                                                      | Iruelo del Camino                                                                      | Iruelo del Camino                                                                      | Iruelo del Camino                                                                      |                                                                                        |                                                                                        |                                                                                        |
|                                                                                        | 23,6                                                                                   |                                                                                        |                                                                                        | SANDO                                                                                  | SANDO                                                                                  | SANDO                                                                                  | SANDO                                                                                  |                                                                                        |                                                                                        |                                                                                        |
|                                                                                        | 23,7                                                                                   |                                                                                        |                                                                                        |                                                                                        | Cabeza de Diego Gómez                                                                  | Cabeza de Diego Gómez                                                                  |                                                                                        |                                                                                        |                                                                                        |                                                                                        |
|                                                                                        | 23,7                                                                                   | Santa María de Sando                                                                   |                                                                                        |                                                                                        |                                                                                        |                                                                                        |                                                                                        |                                                                                        |                                                                                        |                                                                                        |
|                                                                                        | 23,9                                                                                   |                                                                                        |                                                                                        | SANDO                                                                                  | SANDO                                                                                  | SANDO                                                                                  | SANDO                                                                                  |                                                                                        |                                                                                        |                                                                                        |
|                                                                                        | 26,6                                                                                   |                                                                                        |                                                                                        | Encina de San Silvestre                                                                | Encina de San Silvestre                                                                | Encina de San Silvestre                                                                | Encina de San Silvestre                                                                |                                                                                        |                                                                                        |                                                                                        |
|                                                                                        | 33,23                                                                                  |                                                                                        |                                                                                        |                                                                                        | Salamanca                                                                              | Salamanca                                                                              |                                                                                        |                                                                                        |                                                                                        |                                                                                        |
|                                                                                        | 33,23                                                                                  | Vitigudino                                                                             |                                                                                        |                                                                                        |                                                                                        |                                                                                        |                                                                                        |                                                                                        |                                                                                        |                                                                                        |

### DeCL-517a L.P. Zamora
| Doñinos de Ledesma (Intersección con ) - L.P. Zamora | Doñinos de Ledesma (Intersección con ) - L.P. Zamora | Doñinos de Ledesma (Intersección con ) - L.P. Zamora | Doñinos de Ledesma (Intersección con ) - L.P. Zamora | Doñinos de Ledesma (Intersección con ) - L.P. Zamora | Doñinos de Ledesma (Intersección con ) - L.P. Zamora | Doñinos de Ledesma (Intersección con ) - L.P. Zamora | Doñinos de Ledesma (Intersección con ) - L.P. Zamora | Doñinos de Ledesma (Intersección con ) - L.P. Zamora | Doñinos de Ledesma (Intersección con ) - L.P. Zamora | Doñinos de Ledesma (Intersección con ) - L.P. Zamora |
| Esquema                                              | PK                                                   | Sentido L. P. Zamora                                 | Sentido L. P. Zamora                                 | Sentido L. P. Zamora                                 | Sentido L. P. Zamora                                 | Sentido La Fuente de San Esteban                     | Sentido La Fuente de San Esteban                     | Sentido La Fuente de San Esteban                     | Sentido La Fuente de San Esteban                     | Incidencias                                          |
| Esquema                                              | PK                                                   | Velocidad                                            | Elemento                                             | Salida                                               | Salida                                               | Salida                                               | Salida                                               | Elemento                                             | Velocidad                                            | Incidencias                                          |
| Esquema                                              | PK                                                   | Velocidad                                            | Elemento                                             | Dir.                                                 | Nombre                                               | Nombre                                               | Dir.                                                 | Elemento                                             | Velocidad                                            | Incidencias                                          |
| ---------------------------------------------------- | ---------------------------------------------------- | ---------------------------------------------------- | ---------------------------------------------------- | ---------------------------------------------------- | ---------------------------------------------------- | ---------------------------------------------------- | ---------------------------------------------------- | ---------------------------------------------------- | ---------------------------------------------------- | ---------------------------------------------------- |
|                                                      | 33,23                                                |                                                      |                                                      |                                                      | Salamanca                                            | Salamanca                                            |                                                      |                                                      |                                                      |                                                      |
|                                                      | 33,23                                                | Vitigudino                                           |                                                      |                                                      |                                                      |                                                      |                                                      |                                                      |                                                      |                                                      |
|                                                      | 39,9                                                 |                                                      |                                                      | LEDESMA                                              | LEDESMA                                              | LEDESMA                                              | LEDESMA                                              |                                                      |                                                      |                                                      |
|                                                      | 40,2                                                 |                                                      |                                                      |                                                      | Villarmayor                                          | Villarmayor                                          |                                                      |                                                      |                                                      |                                                      |
|                                                      | 40,2                                                 | Peñausende                                           |                                                      |                                                      |                                                      |                                                      |                                                      |                                                      |                                                      |                                                      |
|                                                      | 40,2                                                 | Buenamadre La Fuente de San Esteban                  |                                                      |                                                      |                                                      |                                                      |                                                      |                                                      |                                                      |                                                      |
|                                                      | 40,5                                                 |                                                      |                                                      |                                                      | Golpejas                                             | Golpejas                                             |                                                      |                                                      |                                                      |                                                      |
|                                                      | 40,5                                                 | Gejuelo del Barro                                    |                                                      |                                                      |                                                      |                                                      |                                                      |                                                      |                                                      |                                                      |
|                                                      | 40,7                                                 |                                                      |                                                      |                                                      | Salamanca Peñausende                                 | Salamanca Peñausende                                 |                                                      |                                                      |                                                      |                                                      |
|                                                      | 40,7                                                 | Trabanca                                             |                                                      |                                                      |                                                      |                                                      |                                                      |                                                      |                                                      |                                                      |
|                                                      | 40,7                                                 | Buenamadre La Fuente de San Esteban                  |                                                      |                                                      |                                                      |                                                      |                                                      |                                                      |                                                      |                                                      |
|                                                      | 41,5                                                 |                                                      |                                                      | Río Tormes                                           | Río Tormes                                           | Río Tormes                                           | Río Tormes                                           |                                                      |                                                      |                                                      |
|                                                      | 41,6                                                 |                                                      |                                                      | Almeida de Sayago                                    | Almeida de Sayago                                    | Almeida de Sayago                                    | Almeida de Sayago                                    |                                                      |                                                      |                                                      |
|                                                      | 41,79                                                |                                                      |                                                      |                                                      | Salamanca                                            | Salamanca                                            |                                                      |                                                      |                                                      |                                                      |
|                                                      | 41,79                                                | Trabanca La Fuente de San Esteban                    |                                                      |                                                      |                                                      |                                                      |                                                      |                                                      |                                                      |                                                      |
|                                                      | 41,79                                                | Peñausende                                           |                                                      |                                                      |                                                      |                                                      |                                                      |                                                      |                                                      |                                                      |
|                                                      | 42,1                                                 |                                                      |                                                      | LEDESMA                                              | LEDESMA                                              | LEDESMA                                              | LEDESMA                                              |                                                      |                                                      |                                                      |
|                                                      | 42,2                                                 |                                                      |                                                      | Añover de Tormes                                     | Añover de Tormes                                     | Añover de Tormes                                     | Añover de Tormes                                     |                                                      |                                                      |                                                      |
|                                                      | 48,66                                                |                                                      |                                                      |                                                      | Peñausende                                           | Peñausende                                           |                                                      |                                                      |                                                      |                                                      |
|                                                      | 48,66                                                | Ledesma                                              |                                                      |                                                      |                                                      |                                                      |                                                      |                                                      |                                                      |                                                      |